# Euler math toolbox
Euler math toolbox (voorheen Euler) (ook wel afgekort EMT) is een vrij programma voor numerieke wiskunde en algebra voor Windows en Linux. Het programma wordt geschreven door René Grothmann in C en C++. Het is in veel opzichten te vergelijken met MATLAB, waaronder een soortgelijke syntaxis. Het programma wordt uitgebracht onder de voorwaarden van de GPL. De eerste versie werd vrijgegeven in 1988 voor de Atari ST.